# Dihidroorotato oxidasa (fumarato)
La Dihidroorotato deshidrogenasa (fumarato) (EC 1.3.98.1), es una enzima que cataliza la siguiente reacción química:
Por lo tanto los dos sustratos de esta enzima son (S)-dihidroorotato y fumarato; mientras que sus dos productos son orotato y succinato.

## Clasificación
Esta enzima pertenece a la familia de las oxidorreductasas, más concretamente a aquellas oxidorreductasas que actúan sobre grupos CH-CH como dadores de electrones utilizando otros aceptores de electrones conocidos.

## Nomenclatura
El nombre sistemático de esta clase de enzimas es (S)-dihidroorotato:fumarato oxidorreductasa. Otros nombres por los que se la conoce son DHODasa (ambiguo), DHOD (ambiguo), DHOdeshasa (ambiguo), ácido dihidoorótico deshidrogenasa (ambiguo), dihidroorotato deshidrogenasa (ambiguo), dihidroorotato oxidasa; el gen que codifica a esta enzima se conoce con el nombre pyr4 debido a que es la cuarta enzima en la síntesis de los nucleótidos de pirimidina. 

## Estructura y función
La dihidroorotato deshidrogenasa cataliza la oxidación del (S)-dihidroorotato a orotato, el cuarto paso (y el único redox) en la síntesis de novo de los nucleótidos de pirimidina. El sitio activo de la enzima contiene una profunda cavidad llena de moléculas de agua excavada sobre un bucle altamente conservado y muy flexible. En el complejo enzima-sustrato, el orotato desplaza a las moléculas de agua del sitio activo y se ubica sobre el anillo isoaloxasina de una flavina que actúa como cofactor.
La enzima contiene Flavin mononucleótido (FMN). La reacción ocurre en el citosol de células eucariotas.

El oxígeno molecular puede reemplazar al fumarato in vitro. 
 
Otras clases de dihidroorotato deshidrogenasasa utilizan NAD+
 (EC 1.3.1.14) o NADP+
 (EC 1.3.1.15) como aceptor de electrones.

La dihidroorotato deshidrogenasa de clase 2 unida a membrana (EC 1.3.5.2) utiliza una quinona como aceptor de electrones.